# Acelino Freitas
Acelino Freitas est un boxeur brésilien né le 21 septembre 1975 à Salvador.

## Carrière
Il devient champion du monde des super-plumes WBO le 7 août 1999 après sa victoire par KO au 1er round face à Anatoly Alexandrov. Freitas unifie les titres WBA & WBO en battant aux points contre Joel Casamayor le 12 janvier 2002 puis boxe en poids légers à partir de 2004. Il remporte la ceinture WBO en 2004 et 2006.

## Filmographie

### Télévision
- 2016: Power Couple Brasil 1
- 2024: The Masked Singer Brasil 4